# José Picañol
José Picañol, en catalán: Josep Picanyol, (Barcelona, c. 1700-Madrid, ¿1757?/1769) fue un presbítero, maestro de capilla y compositor español.

## Vida
Se desconocen la mayor parte de aspectos relevantes en lo que respecta a la vida de José Picañol. Probablemente nació en Barcelona y se formó en la Catedral de Barcelona con Francisco Valls, siendo nombrado en 1734 asistente del maestro. Reemplazó a Tomàs Milans en la dirección de la capilla de música del Palacio de la Condesa en octubre de 1714 —allí tuvo de discípulo a Josep Masvasí. El musicólogo Capdepont afirma que posteriormente, el 14 de marzo del año 1726, tomó el relevo del maestro Francisco Valls en la catedral barcelonesa.
En 1736 dejó la capilla de la catedral en manos de Josep Pujol para trasladarse a Madrid, donde, según Capdepón, pasó a ocupar el magisterio musical del convento de las Descalzas Reales, en sustitución del italiano Francesco Coradini. Sin embargo, el musicólogo Stevenson lo da como maestro de capilla de la iglesia carmelita de Tarazona en 1744 y, junto con Pedrell, no lo sitúa en el magisterio de las Descalzas Reales hasta el 17 de agosto de 1747.
Parece que ese mismo año de 1747 parece que pasó a ser maestro de capilla de la iglesia del Carmen de Tarragona.
Su fecha de fallecimiento es desconocida. Capdepón especula con que fuera en 1757, fecha en la que quedó vacante el magisterio de las Descalzas Reales. Stephenson da 1769 como año del fallecimiento. Ninguno de los dos menciona la estancia de Picañol en Tarragona.

## Obra
Autor formado en la última etapa del Barroco, pero que ya anunciaba una estilística y forma preclásica. Gran parte de sus tonos son en realidad cantatas (con el característico esquema recitativo-aria, o con alguna introspección de elementos tradicionales como las coplas), y también en los villancicos añadía, junto a estribillos y coplas, la nueva forma de aria y recitativo. También tenía un gran dominio en cuanto a música instrumental, especialmente en la cuerda. Es autor de la Traslación del arca del testamento (1729), uno de los primeros oratorios estrenados en la iglesia de San Felipe Neri de Barcelona.
Se conserva gran parte de su producción musical de la etapa barcelonesa (motetess, misereres, una veintena de oratorios, cantatas, villancicoss, tonos y un Stabat Mater) pero gran parte de su obra se encuentra repartida en varios archivos. Higinio Anglés cita la presencia de obras de Picañol en Córdoba (Argentina) y México. Se conservan composiciones suyas en la Biblioteca de Cataluña, muchas procedentes de la Catedral de Barcelona (y algunas de ellas digitalizadas), en el fondo musical TarC (Fondo de la Catedral de Tarragona), SEO (Fondo de l iglesia parroquial de San Esteban de Olot) y CMar (Fondo de la iglesia parroquial de San Perdro y San Pablo de Canet de Mar).

### Selección de obras
Selección de obras:
- Cantata a Nuestro Señor, con violines;
- Cantata con violinas y flautas a San Cayetano;
- Goigs de Nostra Señora de la Mercé, para coro, 2 bajos continuos y bajo continuo cifrado;
- In festo Sancti Raymundi de Peñafort Confes., responsorio para 8 voces en dos coros, 2 violines, 2 oboes, órgano y bajo continuo;
- Magnificat a 8. 4o. tono Cono Violis., para 2 coros, 2 violines, bajo continuo y órgano cifrados (el ejemplar, conservado en la Biblioteca de Cataluña, lleva la indicación «Sirve para el Dia de la Comemoracio de los Difuntos a dintra y ha el Requiem»);
- Misa a 5 voces, para voz y órgano;
- Misa Ave Regina Cælorum con violines, a 8 voces;
- Rosario a 4 voces;
- Tedeum Laudamus, a 5 violines rapienos;
- Tono Solo al Divino;
- Tono á solo al Santissimo Sacramento;
- Villancico a 9 [voces], al Santísimo Sacramento con violines: En la excelsa ciudad de Sión[10]
- Villancico a 9 voces, cono violines, en Nuestra Señora: Aprissa esforzados[11]

Oratorios
- Amore consurgens (1732)
- Carmelo prodigioso (1727)
- El desierto en poblado (1730)
- Judith triunfante (1735)
- El macabeo (1731)
- Pues muera el imperio. La culpa del hombre
- El sacramento del amor
- Traslación de la Arca del Testamento (1729)
- La triunfante Debora (1733)
- El triunfo del pecado (1730)
- La valiente Judith (1734)